# Khersan (rivière)
Pour les articles homonymes, voir Khersan.
 (août 2021).
Si vous disposez d'ouvrages ou d'articles de référence ou si vous connaissez des sites web de qualité traitant du thème abordé ici, merci de compléter l'article en donnant les références utiles à sa vérifiabilité et en les liant à la section « Notes et références ».
Khersan est une rivière située en Iran prenant sa source dans les monts Zagros et affluent du Karoun.

## Affluents
Elle se compose de deux affluents principaux : la première branche est la rivière Bashar, qui prend sa source dans les montagnes Tang-e-Sorkh, à 15 km au nord-ouest d'Ardakan Fars, et coule au nord-ouest. Elle traverse la ville de Yasuj et atteint la deuxième branche en recevant plusieurs branches.
La deuxième branche provient du versant nord du massif de Dena à côté du village de Khafr Padna et contourne le museau nord-ouest de Dena et rejoint la branche Bashar du village de Khorsan et entre dans la province de Tchaharmahal-et-Bakhtiari et dans la région de Barez avant le Barrage de Karun-3. La rivière Karoun s’y joint alors.
La longueur de la rivière Khersan jusqu'à sa confluence avec la rivière Karoun est d'environ 160 km.